# Piano Solo
Piano Solo foi uma conspiração projetada como um golpe de Estado na Itália em 1964, solicitada pelo então Presidente da República, Antonio Segni. Foi elaborada pelo comandante da Carabinieri Giovanni de Lorenzo no início de 1964, em estreita colaboração com o SIFAR, serviço secreto italiano; o perito de guerra secreta Vernon Walters; William King Harvey, nessa altura, chefe da agência da CIA em Roma; e Renzo Rocca, diretor das unidades da Gladio dentro do serviço secreto militar SID.
O plano estava pronto em 25 de maio: consistia de um conjunto de medidas para ocupar certas instituições (Quirinale, em Roma) e as principais infraestruturas de mídia (televisão, rádio), bem como a neutralização do Partido Comunista (detenção de dirigentes do Partido Comunista Italiano, bem como a tomada de instalações do PCI, o PSI, o PSIUP e do jornal L 'Unità).
Também estava prevista a deportação os quadros políticos do PCI para uma base secreta na Sardenha, nas instalações também utilizadas pela rede Gladio italiana no Capo Marrargiu. A lista de pessoas a serem deportadas também incluíram intelectuais como Pier Paolo Pasolini.
O segredo foi mal guardado, uma vez que logo no verão, rumores de um golpe de Estado circulavam durante as difíceis negociações que levam à formação do governo de Aldo Moro (26 de junho – 17 de julho).
Os planos para o golpe foram investigados em 1967, quando o jornalista Eugenio Scalfari e Lino Jannuzzi revelaram a tentativa de golpe na revista de notícias italiana L'Espresso  em maio de 1967. No entanto, os resultados das investigações oficiais permaneceram confidenciais até o início de 1990. Foram liberados pelo primeiro-ministro Giulio Andreotti para uma investigação parlamentar sobre a Operação Gladio. L'Espresso mencionou que cerca de 20.000 Carabinieris deveriam ser implantados em todo o país, com 5.000 deles tomando Roma, incluindo os postos de publicação e a sede comunista.
O Financial Times levantou a possibilidade de que o golpe foi usado apenas como uma forma de influenciar negociações da coalizão entre os Democratas Cristãos e os Socialistas. O presidente Antonio Segni estava aparentemente perdendo a paciência com as demandas de Pietro Nenni.